# Hansnes
Hansnes är den enda tätorten i Karlsøy kommun i Troms fylke i norra Norge. Orten är belägen på den nordöstra sidan av ön Ringvassøy och utgör kommunens centralort.